# Eugen von Zoellner

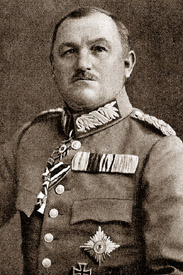
Eugen Ritter von Zoellner

Andreas Heinrich Eugen Zoellner, seit 1917 Ritter von Zoellner (* 18. August 1866 in Regensburg; † 19. Februar 1945 in Prien am Chiemsee) war ein bayerischer Generalleutnant.

## Leben

### Herkunft
Eugen wuchs als Sohn des Kaufmanns und Kommerzienrates Gottlieb Heinrich Zoellner in einem protestantischen Elternhaus auf.

### Militärkarriere
Nachdem er an einem Humanistischen Gymnasium sein Abitur abgelegt hatte, trat Zoellner am 1. September 1884 als „Freiwillig Gemeiner Offiziersaspirant“ in das 11. Infanterie-Regiment „von der Tann“ der Bayerischen Armee ein. Dort wurde er 1886 Sekondeleutnant und ab 1891 als Bataillonsadjutant verwendet. Von 1894 bis 1897 absolvierte Zoellner die Kriegsakademie, die ihm die Qualifikation für den Generalstab und das Lehrfach aussprach. Im weiteren Verlauf seiner Militärkarriere hatte er mit Ausnahme einer Stellung als Kompaniechef im 2. Infanterie Regiment „Kronprinz“ 1902 und als Bataillonskommandeur im Infanterie-Leib-Regiment 1908 ausschließlich Verwendungen in verschiedenen Generalstäben.
Mit Ausbruch des Ersten Weltkrieges war Zoellner ab 1. August 1914 als Oberst dem Chef des Generalstabes der Feldarmee zugeteilt, am 2. Oktober 1914, seit dem 10. September 1914 Generalmajor, wurde er zum Chef des Stabes des Generalquartiermeisters ernannt, ab dem 13. April 1916 führte er vertretungsweise die Geschäfte des Generalquartiermeisters. Am 27. Juni 1916 wurde er stellvertretender Kommandeur und am 1. Oktober 1916 Kommandeur der 49. Reserve-Division, mit der er sich an den Kämpfen gegen Rumänien beteiligte. Im Januar 1917 erhielt Zoellner dann das Kommando über die 2. Infanterie-Division an der Westfront. Für seine Verdienste wurde Zoellner im gleichen Jahr mit dem Ritterkreuz des Ordens der Bayerischen Krone geehrt. Damit verbunden war die Verleihung des persönlichen Adels und er durfte sich ab diesem Zeitpunkt Ritter von Zoellner nennen.
Nach dem Waffenstillstand von Compiègne führte er seine Truppen in die Heimat zurück und übernahm dort Mitte Dezember 1918 die 6. Division. 1919 wurde er zudem mit der Wahrnehmung der Geschäfte des Kommandierenden Generals des III. Armee-Korps beauftragt. Im September 1919 wurde er mit dem Charakter als Generalleutnant und der gesetzlichen Pension zur Disposition gestellt.

### Familie
Im Jahre 1893 verheiratete sich Zoellner mit Emma Kirchner. Aus der Ehe gingen die beiden Kinder Emma Margaretha Johanna und Otto hervor.